# Engenville
Engenville é uma comuna francesa na região administrativa do Centro, no departamento Loiret. Estende-se por uma área de 17,81 km². Em 2010 a comuna tinha 581 habitantes (densidade: 32,6 hab./km²).